# Institut national des jeunes aveugles
Institut national des jeunes aveugles (Národní ústav nevidomé mládeže) je škola v Paříži určená pro vzdělávání žáků se zrakovým postižením. Škola sídlí na Boulevardu des Invalides v 7. obvodu. Budova a interiér kaple jsou chráněny jako kulturní památka.

## Historie
Školu založil v roce 1784 vychovatel a pozdější politik Valentin Haüy a Filantropická společnost (Société philanthropique) pod názvem Královský ústav nevidomé mládeže (Institut royal des jeunes aveugles) jako první francouzskou instituci pečující o výuku slepých dětí. Nemocnice Quinze-Vingts se věnovala pouze léčbě, nikoliv vzdělávání.
Škola byla nejprve umístěna v ulici Rue Coquillière v Paříži, později se přestěhovala do ulice Rue Notre-Dame-des-Victoires. V roce 1791 získala z rozhodnutí Ústavního konventu svůj daný název a sídlo v bývalém celestýnském klášteře, později přesídlila do kláštera Sainte-Catherine.
V letech 1800–1815 byl ústav součástí nemocnice Quinze-Vingts pod názvem Národní ústav slepých pracujících (Institut national des aveugles travailleurs). Za restaurace Bourbonů mu byl navrácen jeho prapůvodní název a byl umístěn do semináře Saint-Firmin. V roce 1844 byla škola přesunuta na současnou adresu Boulevard des Invalides č. 56.

## Významní žáci
- Louis Braille (pedagog)
- Joseph Bucciali (varhaník a skladatel)
- Marius Gueit (varhaník a skladatel)
- Jean Langlais (varhaník a skladatel)
- Louis Lebel (varhaník a pedagog)
- Gaston Litaize (varhaník a skladatel)
- André Marchal (varhaník)
- Adolphe Marty (varhaník a skladatel)
- Gilbert Montagné (zpěvák)
- Claude Montal (výrobce klavírů)
- Jean-Baptiste Penjon (matematik)
- Maurice Simon (hudebník a skladatel)
- Raymond Thiberge (pedagog)
- Louis Thiry (varhaník a skladatel)
- Henri Victor Tournaillon (varhaník a skladatel)
- Louis Vierne (varhaník a skladatel)
- Jean Wallet (varhaník)